# レオネル・カンポス
レオネル・エンリケ・カンポス・リナレス（Leonel Enrique Campos Linares, 1987年7月17日 - ）は、ベネズエラ・トルヒージョ州バレラ出身のプロ野球選手（投手）。右投右打。

## 経歴

### プロ入りとパドレス時代

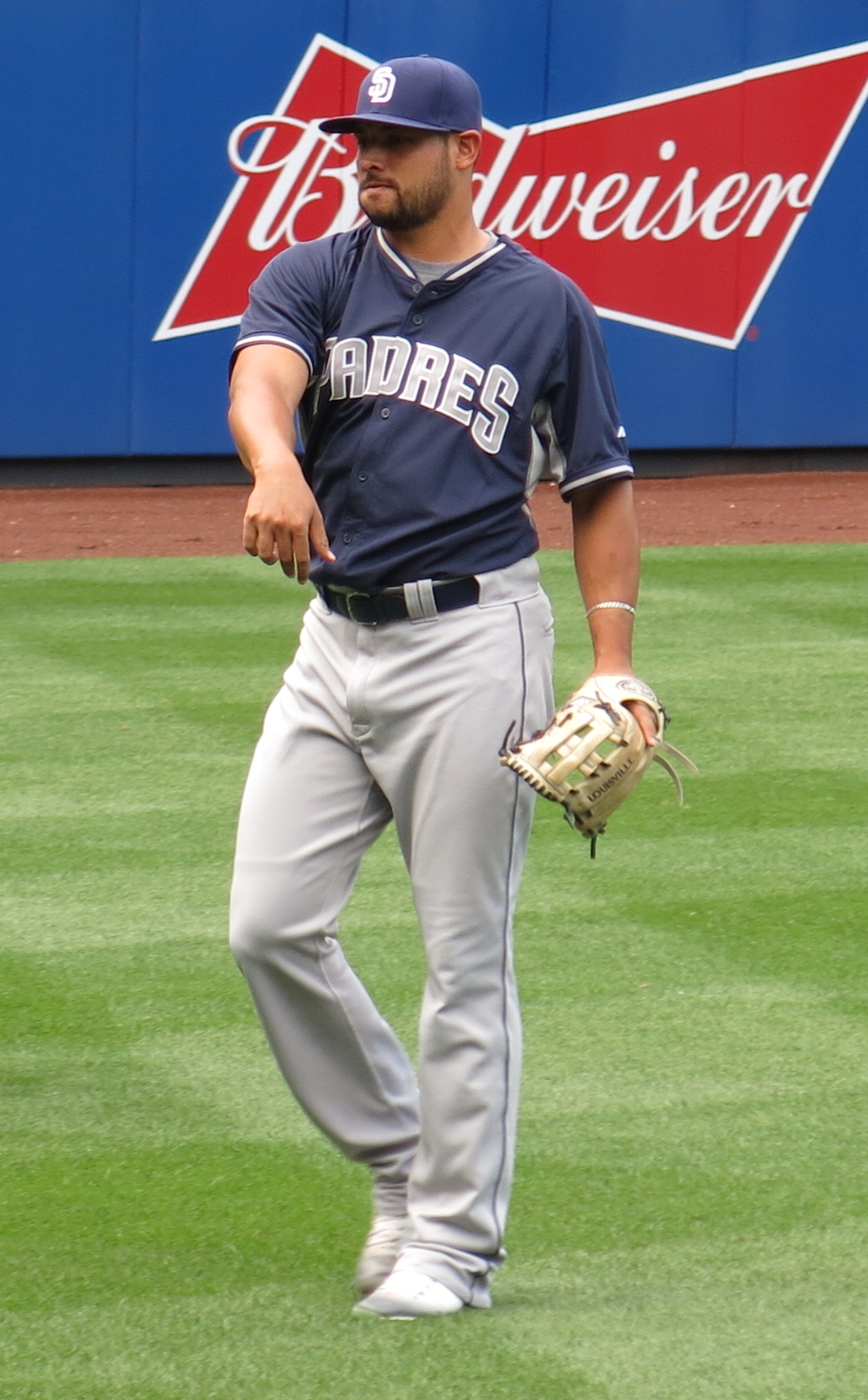
サンディエゴ・パドレス時代 (2016年8月12日)

2010年12月21日にサンディエゴ・パドレスと契約してプロ入り。
2011年、A-級ユージーン・エメラルズでプロデビュー。1試合に登板し、防御率18.00だった。6月12日に右肘の故障で離脱し、トミー・ジョン手術を受けた。
2012年は前年の手術の影響で、シーズンを全休した。
2013年はA級フォートウェイン・ティンキャップスで28試合に登板し、2勝1敗5セーブ・防御率2.23・63奪三振の成績を残した。6月にAA級サンアントニオ・ミッションズへ昇格。AA級サンアントニオでは26試合に登板し、1勝0敗2セーブ・防御率0.88・43奪三振の成績を残した。
2014年はAAA級エル・パソ・チワワズで開幕を迎えたが、11試合の登板で、防御率11.70と結果を残せず、5月にAA級サンアントニオへ降格。AA級サンアントニオでは31試合に登板し、2勝7敗1セーブ・防御率5.62・95奪三振の成績を残した。9月1日にメジャー契約を結び、3日のアリゾナ・ダイヤモンドバックス戦でメジャーデビュー。4点ビハインドの8回表1死から登板し、0.2回を無安打無失点に抑えた。この年は6試合に登板し、防御率5.14・9奪三振の成績を残した。
2015年はAAA級エル・パソでプレーし、38試合に登板して2勝0敗1セーブ・防御率2.90・68奪三振の成績を残した。8月3日にメジャー昇格し、リリーフ登板したが、その日のうちにマイナー降格された。直後に戦線離脱し、8月5日以降の残りシーズンを欠場。結果的にメジャー登板は1試合のみ終わった。
2016年もAAA級エル・パソでプレーし、37試合に登板して2勝1敗1セーブ・防御率4.32・62奪三振の成績を残した。メジャーでは自己最多の18試合に登板して1勝0敗・防御率5.73・24奪三振の成績を残した。

### ブルージェイズ時代
2016年11月18日にウェイバー公示を経てトロント・ブルージェイズへ移籍した。2017年1月23日にフアン・グラテロルの加入に伴ってDFAとなり、27日に40人枠を外れる形で傘下のAAA級バッファロー・バイソンズへ配属された。開幕前の2月8日に指名投手枠で第4回ワールド・ベースボール・クラシック（WBC）のベネズエラ代表に選出された（途中参加はせず）。
シーズンでは開幕からAAA級バッファローでプレーしていた。4月22日にメジャー契約を結んでアクティブ・ロースター入りした。8月28日にメジャー再昇格したが、29日にブレット・アンダーソンのメジャー昇格に伴い、オプションでAAA級バッファローに降格した。この年メジャーでは13試合に登板して防御率2.63・15奪三振の成績を残した。オフの11月6日に40人枠を外れる形で傘下のAAA級バッファロー・バイソンズへ配属された後、7日にFAとなった。

### 広島時代
2017年11月22日にクリーブランド・インディアンスとマイナー契約を結んだ。しかし、広島東洋カープが獲得することを前提に、12月20日に契約解除されると、同日中に広島から契約が合意に達したと発表された。2018年1月26日にマツダスタジアムで入団会見を行った。
2018年は1試合の登板に終わり、11月14日に契約解除が発表された。

### 広島退団後
広島退団後はベネズエラのウィンターリーグ（LVBP）でプレーを続けている。
2021年からは、メキシカンリーグのレオン・ブラボーズに所属している。

## 詳細情報

### 年度別投手成績
| 年 度    | 球 団    | 登 板 | 先 発 | 完 投 | 完 封 | 無 四 球 | 勝 利 | 敗 戦 | セ 丨 ブ | ホ 丨 ル ド | 勝 率 | 打 者 | 投 球 回 | 被 安 打 | 被 本 塁 打 | 与 四 球 | 敬 遠 | 与 死 球 | 奪 三 振 | 暴 投 | ボ 丨 ク | 失 点 | 自 責 点 | 防 御 率 | W H I P |
| -------- | -------- | ----- | ----- | ----- | ----- | -------- | ----- | ----- | -------- | ----------- | ----- | ----- | -------- | -------- | ----------- | -------- | ----- | -------- | -------- | ----- | -------- | ----- | -------- | -------- | ------- |
| 2014     | SD       | 6     | 0     | 0     | 0     | 0        | 0     | 0     | 0        | 0           | ----  | 33    | 7.0      | 9        | 0           | 4        | 0     | 0        | 9        | 2     | 0        | 5     | 4        | 5.14     | 1.85    |
| 2015     | SD       | 1     | 0     | 0     | 0     | 0        | 0     | 0     | 0        | 0           | ----  | 5     | 1.0      | 1        | 0           | 1        | 0     | 0        | 1        | 0     | 0        | 1     | 1        | 9.00     | 2.00    |
| 2016     | SD       | 18    | 0     | 0     | 0     | 0        | 1     | 0     | 0        | 0           | 1.000 | 98    | 22.0     | 18       | 3           | 14       | 2     | 1        | 24       | 1     | 0        | 16    | 14       | 5.73     | 1.45    |
| 2017     | TOR      | 13    | 0     | 0     | 0     | 0        | 0     | 0     | 0        | 0           | ----  | 60    | 13.2     | 11       | 2           | 8        | 0     | 1        | 15       | 1     | 0        | 6     | 4        | 2.63     | 1.39    |
| 2018     | 広島     | 1     | 0     | 0     | 0     | 0        | 0     | 0     | 0        | 0           | .000  | 4     | 1.0      | 1        | 0           | 1        | 0     | 0        | 0        | 0     | 0        | 0     | 0        | 0.00     | 2.00    |
| MLB：4年 | MLB：4年 | 38    | 0     | 0     | 0     | 0        | 1     | 0     | 0        | 0           | 1.000 | 196   | 42.2     | 39       | 5           | 27       | 2     | 2        | 49       | 4     | 0        | 28    | 23       | 4.74     | 1.51    |
| NPB：1年 | NPB：1年 | 1     | 0     | 0     | 0     | 0        | 0     | 0     | 0        | 0           | .000  | 4     | 1.0      | 1        | 0           | 1        | 0     | 0        | 0        | 0     | 0        | 0     | 0        | 0.00     | 2.00    |

- 2018年度シーズン終了時

### 記録

#### NPB
投手記録
- 初登板：2018年5月22日、対読売ジャイアンツ6回戦（宇都宮清原球場）、6回裏に3番手で救援登板、1回無失点

### 背番号
- 57（2014年 - 2016年）
- 60（2017年）
- 70（2018年）